# S/2001 (107) 1
S/2001 (107) 1 ist der äußere und größere der beiden Monde des Hauptgürtel-Asteroiden (107) Camilla (Cybele-Gruppe). Sein mittlerer Durchmesser beträgt 16 Kilometer, womit er den fünftgrößte Asteroid im Hauptgürtel ist.

## Entdeckung und Benennung
S/2001 (107) 1 wurde am 1. März 2001 von Alex D. Storrs (Towson University) sowie F. Vilas, R. Landis, E. Wells, C. Woods, B. Zellner und M. Gaffey (Hubble-Team) auf Bildern des Hubble-Weltraumteleskops entdeckt. Die Entdeckung wurde am 19. März 2001 bekanntgegeben; der Mond erhielt die vorläufige Bezeichnung S/2001 (107) 1.
Durch weitere Beobachtungen mit dem Very Large Telescope (VLT) im September 2004 konnte eine erste Bahnbestimmung durchgeführt werden.
2016 entdeckte man mit dem Very Large Telescope einen weiteren Begleiter von Camilla, was das System zum siebten bekannten Asteroiden-Mehrfachsystem im Hauptgürtel und zum elften insgesamt anwachsen ließ.

## Bahneigenschaften
S/2001 (107) 1 umkreist Camilla auf einer prograden, fast perfekten Kreisbahn in einem mittleren Abstand von 1250 Kilometern zu deren Zentrum (etwa 11,4 Camilla-Radien). Die Bahnexzentrizität beträgt höchstens 0,002, die Bahn ist 3° gegenüber dem Äquator von Camilla geneigt. Die Umlaufbahn des inneren Mondes S/2016 (107) 1 ist im Mittel etwa 910 km vom Orbit von S/2001 (107) 1 entfernt.
S/2001 (107) 1 umrundet Camilla in 3 Tagen, 17 Stunden und 20 Minuten, was etwa 640 Umläufen in einem Camilla-Jahr (rund 6,5 Erdjahre) entspricht. Vom Orbit von S/2001 (107) 1 wird angenommen, dass er stabil ist, denn er liegt weit innerhalb von Camillas Hill-Radius von 60.000 km, jedoch auch weit außerhalb des synchronen Orbits.

## Physikalische Eigenschaften
Nach aktuellen Daten hat S/2001 (107) 1 einen Durchmesser von 16 km (etwa 1/14 des Zentralkörpers), beruhend auf Camillas Dichte sowie dem entsprechenden angenommenen gleichen Rückstrahlvermögen von 5 %. Die Oberfläche ist damit ausgesprochen dunkel. Anhand der bisherigen Daten scheint die Durchmesserbestimmung allerdings noch relativ unsicher, sie reicht zur Zeit von 8 bis 22 km.
Ausgehend von einem mittleren Durchmesser von 16 km ergibt sich eine Oberfläche von etwa 804 km2, was ungefähr der Fläche des Schweizer Kantons Neuenburg entspricht.
Bestimmungen des Durchmessers für S/2001 (107) 1
| Jahr | Abmessungen km | Quelle         |
| ---- | -------------- | -------------- |
| 2001 | 9 ± 1          | IAU            |
| 2006 | 11 ± 2         | Marchis et al. |
| 2008 | 16 ± 6         | Marchis et al. |

Die aktuelle Bestimmung ist fett markiert.

### Innerer Aufbau
Da S/2001 (107) 1 eine ähnliche Farbe wie der Mutterkörper aufweist, geht man davon aus, dass der Mond aus demselben Material wie Camilla besteht und daher denselben Spektraltyp (C oder X) aufweist. Ausgehend von derselben Dichte und Albedo und einem Durchmesser von 11 km ließ sich die Masse bislang auf etwa 1,5 · 1014 berechnen.
Die mittlere Oberflächentemperatur beträgt rund 151 K (−122 °C) und kann mittags bis auf maximal 223 K (−50 °C) ansteigen.